# 科氏鯧鰺
科氏鯧鰺（学名：Trachinotus coppingeri），為輻鰭魚綱鱸形目鱸亞目鰺科鯧鰺屬下的一個種，分布於西南太平洋澳洲東部海域，居住深度0-5公尺。本魚體呈紡錘狀且側扁，吻圓鈍，口具絨毛狀齒，體上半部為銀灰色，腹部銀白色，背部深色，沿側線具有6-7個黑色圓斑，背鰭及臀鰭軟條延長，尾鰭叉型且上下葉延長，棲息在沿海沙底質的內灣，生活習性不明，可做為食用魚。